# رابرت جی. کمپ
رابرت جی کمپ (۲۲ دسامبر ۱۹۲۸–۱۳ دسامبر ۱۹۸۸) نقاش کانادایی متولد تورنتو، انتاریو بود.

## تحصیلات
کمپ آموزش هنر خود را در مؤسسه فنی و حرفه ای شمال در تورنتو آغاز کرد و در سال ۱۹۴۶ فارغ‌التحصیل شد. وی سپس در مدرسه هنرهای زیبا بنف در سال ۱۹۴۷ تحصیل کرد. پس از اتمام کار، کمپ برای کار در استودیوهای هنری Taber و Dulmage و Feheley در تورنتو رفت. وی تحصیلات خود را در زمینه هنر با مکاتبه در دوره مشهور هنرمندان در وستپورت، کانتیکت ادامه داد و از نورمن راکول بازخورد گرفت.

## حرفه
کمپ در ۱۹۵۴ مدیر هنری در تبلیغات Hayhurst در تورنتو شد. در سال ۱۹۶۱، او با الهام از دیوید سی بیکر، هنرمندی در نیوهمپشایر، به یک هنرمند مستقل تبدیل شد. او به یک کلبه چوبی در پایین کوه آبی در انتاریو نقل مکان کرد و شروع به فروش نقاشی از گالری متصل به کلبه خانه کرد. کمپ ۱۲ نمایشگاه داشت. نقاشی‌های او ۵ جایزه کسب کرده‌است و می‌توان آنها را در مجموعه‌های گالری یادبود تام تامسون در اوون ساوند، انتاریو و پرنسس آن از خانواده سلطنتی انگلیس یافت. علاوه بر ۲ کتاب خود منتشر شده بنیاد هنری کوه کوه آبی «مکان‌ها و چهره ها» (۱۹۷۲) و «جذابیت‌های کشور» (۱۹۷۶) ۲۵ سال گذشته از آثار این هنرمند با عنوان «نقاشی‌ها و نقاشی‌های روستایی انتاریو» رابرت جی کمپ (۱۹۸۳) منتشر کرد.
در سال ۱۹۹۰، به دنبال درگذشت وی از بیماری کلیوی، بنیاد هنری کوهستان آبی یک صندوق اعتماد برای جایزه سالانه هنری رابرت جی کمپ برای ایجاد شناخت و تشویق هنرمندان در خلیج جنوبی گرجستان، منطقه انتاریو ایجاد کرد. دریافت کننده ۵۰۰۰ دلار برای یک پیشنهاد پروژه که به نفع جامعه است دریافت می‌کند.
کمپ در سال ۱۹۶۶ با باربارا فلکسمن ازدواج کرد و صاحب دو پسر به نام‌های کریستوفر (۱۹۶۷) و گوردون (۱۹۷۰) شد. گوردون عضو مجموعه هنرمندان کانادایی، Drawnonward است. کریستوفر یک معلم تجارت در دبیرستان ریچموند هیل در ریچموند هیل ، انتاریو است.